# Frequency (seriál)
Frequency je americký dramatický televizní seriál, jehož autorem je Jeremy Carver. Vznikl na motivy celovečerního filmu Frekvence Gregoryho Hoblita z roku 2000. Premiérově byl vysílán v letech 2016–2017 na stanici The CW. Celkově bylo natočeno 13 dílů, po první řadě byl kvůli nízké sledovanosti zrušen.

## Příběh
Detektiv newyorské policie Raimy Sullivan v roce 2016 zjistí, že je přes staré rádio schopna kontaktovat do roku 1996 svého dnes již zemřelého otce Franka. Její pokusy o záchranu jeho života spustí motýlí efekt, čímž se začne nepředvídatelně měnit i současnost. Musí napříč časem spolupracovat se svým otcem, aby napravila napáchané škody a vyřešila desítky let starou vraždu.

## Obsazení

### Hlavní role
- Peyton List jako Raimy Sullivan, detektiv newyorské policie, která se díky starému rádiu spojí se svým zesnulým otcem
- Riley Smith jako Frank Sullivan, Raimim otec a detektiv newyorské policie v roce 1996. Původně byl zabit, když pracoval v přestrojení, Raimy ho však varovala a zachránil se.
- Devin Kelley jako Julie Sullivan, Raimina matka a Frankova manželka, která zmizela v důsledku motýlího efektu
- Lenny Jacobson jako Gordo, Raimin přítel z dětství
- Daniel Bonjour jako Daniel Lawrence, Raimin snoubenec
- Anthony Ruivivar jako kapitán Stan Moreno, zástupce náčelníka policie, který byl zodpovědný za tajnou operaci, jež vyústila ve Frankovu smrt
- Mekhi Phifer jako poručík Satch DeLeon, Frankův bývalý partner, který nyní šéfuje okrsku, kde Raimy pracuje

### Vedlejší role
- Ada Breker jako malá Raimy
- Beth Lacke jako Meghan Womack
- Kenneth Mitchell jako Deacon Joe Hurley
- Rob Mayes jako detektiv Kyle Moseby
- Britt McKillip jako malá Meghan

## Seznam dílů
| Č. v seriálu | Původní název        | Režie              | Scénář                                     | Premiéra v USA     |
| ------------ | -------------------- | ------------------ | ------------------------------------------ | ------------------ |
| 1            | Pilot                | Brad Anderson      | námět: Toby Emmerich scénář: Jeremy Carver | 5. října 2016      |
| 2            | Signal and Noise     | John Kretchmer     | Jeremy Carver                              | 12. října 2016     |
| 3            | The Near Far Problem | Nina Lopez-Corrado | Nancy Won                                  | 19. října 2016     |
| 4            | Bleed Over           | Michael Fields     | Michael Alaimo                             | 26. října 2016     |
| 5            | Seven Three          | Oz Scott           | John Dove                                  | 2. listopadu 2016  |
| 6            | Deviation            | John Kretchmer     | Jeannine Renshaw                           | 9. listopadu 2016  |
| 7            | Break, Break, Break  | Tim Hunter         | Linda Patel                                | 16. listopadu 2016 |
| 8            | Interference         | Tara Nicole Weyr   | Tom Farrell                                | 30. listopadu 2016 |
| 9            | Gray Line            | John Showalter     | Nancy Won                                  | 7. prosince 2016   |
| 10           | The Edison Effect    | Rob Seidenglanz    | John Dove                                  | 4. ledna 2017      |
| 11           | Negative Copy        | John Behring       | Michael Alaimo                             | 14. ledna 2017     |
| 12           | Harmonic             | Stefan Pleszcynski | Jeannine Renshaw                           | 18. ledna 2017     |
| 13           | Signal Loss          | Thomas Wright      | Jeremy Carver a Nancy Won                  | 25. ledna 2017     |